# 北哈薩克斯坦州
北哈薩克斯坦州是哈薩克斯坦的一個州份。该州北面邻俄羅斯，伊希姆河在西部自南往北流過。面積98,040平方公里。人口665,800。州首府彼得羅巴甫爾。

## 外部連結
- 官方網站（页面存档备份，存于）